# Derrioides hypenissa
Derrioides hypenissa är en fjärilsart som beskrevs av Butler 1875. Derrioides hypenissa ingår i släktet Derrioides och familjen mätare. Inga underarter finns listade i Catalogue of Life.